# Thomas Dhalluin
Thomas Dhalluin, né le 6 avril 1985 à Auch (Gers), est un joueur de rugby à XV évoluant au poste de troisième ligne (1,81 m pour 94 kg).

## Clubs successifs
- FC Auch jusqu'en 2006
- US Colomiers 2006-2007

## Palmarès
- International -18 ans : 3 sélections en 2003 (Pays de Galles, Écosse, Angleterre)
- International -19 ans :
  - 2004 : vice-champion du monde en Afrique du Sud, 5 sélections, 1 essai (Écosse, Pays de Galles, Afrique du Sud, Angleterre, Nouvelle-Zélande).
  - 7 sélections en 2003-2004.